# Nhật Dũng
Nhật Dũng (12 tháng 10 năm 1980 – 19 tháng 5 năm 2021) là một nhà thiết kế áo dài người Việt Nam. Anh được xem là một trong những nhà thiết kế tiên phong đưa họa tiết di sản lên áo dài.

## Tiểu sử và sự nghiệp
Nhật Dũng sinh ngày 12 tháng 10 năm 1980 tại Quảng Bình, trong gia đình có 3 chị em, bố mẹ là cán bộ. Chia sẻ về niềm đam mê thiết kế anh cho biết: "Là một cậu bé 12 lên 13 tuổi, trong một lần thấy mẹ đi làm về mặc chiếc áo dài rất đẹp, tôi đã mày mò cầm trên tay cái áo dài đó và muốn lưu giữ hình ảnh, khoảnh khắc đẹp nhất của mẹ". Dù không được gia đình ủng hộ nhưng Nhật Dũng quyết tâm theo đuổi đam mê và tốt nghiệp Trường Đại học Mỹ thuật Thành phố Hồ Chí Minh.
Năm 2015, Nhật Dũng ra mắt bộ sưu tập áo dài "Thiên đường gọi tên" lấy cảm hứng từ hang động kỳ vĩ trong Vườn quốc gia Phong Nha – Kẻ Bàng. Đầu năm 2016, Nhật Dũng ra mắt bộ sưu tập "Việt Nam quê hương tôi" khắc họa những danh lam, thắng cảnh Việt Nam. Nhật Dũng là một trong hai nhà thiết có trang phục áo dài xuất hiện trong chương trình biểu diễn thời trang mừng Đại lễ 1000 năm Thăng Long – Hà Nội. Năm 2018, ra mắt bộ sưu tập "Cảm hứng Japan" được trình diễn tại Nhật Bản trong sự kiện giao lưu văn hóa Việt Nam - Nhật Bản. Bộ sưu tập lấy cảm hứng từ quốc phục của hai nước là Kimono Nhật Bản và áo dài Việt Nam. Năm 2020, tại Lễ Hội Áo Dài Thành Phố Hồ Chí Minh, Nhật Dũng ra mắt bộ sưu tập "Vàng son Đất Việt" gồm 14 mẫu thiết kế được thực hiện trên chất liệu lụa Lâm Đồng, được đính kết đá pha lê. Đầu năm 2021, anh ra mắt bộ sưu tập "Nỗi đau toàn cầu" mang thông điệp phòng chống dịch COVID-19.

## Giải thưởng
Năm 2020, Nhật Dũng được tạp chí Heritage Fashion tôn vinh là "Nhà thiết kế danh tiếng".

## Qua đời
Sau chuyến đi từ thiện giúp đỡ đồng bào lũ lụt ở Quảng Bình vào tháng 10 năm 2020. Nhật Dũng nhập viện điều trị do bị một loại vi khuẩn xâm nhập, khiến cơ thể suy nhược, một bên mắt bị suy giảm thị lực nghiêm trọng. Đến ngày 19 tháng 5 năm 2021 thì anh qua đời, hưởng dương 41 tuổi.

## Nhận xét
Anh Nhật Dũng rất chăm chỉ ra các bộ sưu tập về áo dài để tôn vinh nét đẹp truyền thống của Việt Nam. Đây là con đường khó khăn và đầy thử thách đối với những người muốn sống với nghề do giá trị kinh tế đem lại thường không cao. Song, anh ấy vẫn theo đuổi với một thái độ nhiệt huyết và đầy đam mê. Qua áo dài, anh Dũng thường gửi gắm những nét đặc trưng của cung đình để tạo ra thương hiệu cá nhân.— Nhà thiết kế Minh Châu, 